# Малое Нестерово
Малое Нестерово — деревня в Парабельском районе Томской области России. Входит в состав Новосельцевского сельского поселения.

## География
Деревня находится в центральной части Томской области, к югу от озера Оськина, в левобережной части поймы реки Оби, на расстоянии примерно 4 километров (по прямой) к востоку-юго-востоку (ESE) от села Парабель, административного центра района. Абсолютная высота — 70 метров над уровнем моря.
Климат
Климат характеризуется как континентальный, с тёплым коротким летом и морозной и продолжительной зимой. Средняя температура воздуха самого тёплого месяца (июля) составляет 20-22 °C. Абсолютный максимум температуры воздуха — 34-35 °C. Абсолютный минимум — −54 °C. Среднегодовое количество атмосферных осадков составляет 500 мм.
Часовой пояс
Деревня Малое Нестерово, как и вся Томская область, находится в часовой зоне МСК+4. Смещение применяемого времени относительно UTC составляет +7:00.

## История
Основана в 1876 году.
По данным 1926 года в деревне имелось 51 хозяйство и проживало 238 человек (в основном — русские). В административном отношении являлась центром Нестеровского сельсовета Парабельского района Томского округа Сибирского края.

## Население
| 2002 | 2010 | 2012 | 2013 | 2014 | 2015 | 2021 |
| ---- | ---- | ---- | ---- | ---- | ---- | ---- |
| 182  | ↘177 | ↘174 | ↘171 | ↘168 | ↘164 | ↘137 |

Половой состав
По данным Всероссийской переписи населения 2010 года в гендерной структуре населения мужчины составляли 54,2 %, женщины — соответственно 45,8 %.
Национальный состав
Согласно результатам переписи 2002 года, в национальной структуре населения русские составляли 99 %.

## Инфраструктура
Функционируют сельский клуб, фельдшерско-акушерский пункт и библиотека.

## Транспорт
Связь с населённым пунктом осуществляется по дороге с грунтовым покрытием.

## Улицы
Уличная сеть деревни состоит из одной улицы (ул. Трудовая).